# Friedrich Karm

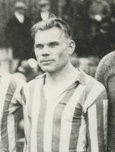
Friedrich Karm (1932)

Friedrich Karm (* 8. Januarjul. / 21. Januar 1907greg. in Tallinn; † 3. Oktober 1980 ebenda) war ein estnischer Fußball- und Eishockeyspieler.

## Karriere
Friedrich Karm spielte in seiner aktiven Zeit als Fußballer für den estnischen Hauptstadtklub SK Tallinna Sport, der in den 1920er und 1930er Jahren der erfolgreichste Verein Estlands war und mehrfach die estnische Fußballmeisterschaft, sowie den estnischen Fußballpokal gewinnen konnte. Mit dem Verein konnte der zur deutsch-baltischen Minderheit gehörende Karm in den Jahren 1931, 1932 und 1933 den Meistertitel gewinnen.
Für Estland debütierte Karm am 27. Juni 1930 gegen Lettland in einen Freundschaftsspiel. Seine ersten beiden Treffer markierte er im Spiel gegen Finnland. Mit Estland nahm Karm dreimal am Baltic Cup, einem Wettbewerb für die Fußballnationalmannschaften des Baltikums, teil. Bei seiner ersten Teilnahme 1930 wurde er mit Estland Dritter, im Jahr darauf kam Estland beim Baltic Cup 1931 zum zweiten Titelgewinn. Zum letzten Mal spielte er beim Baltic Cup 1932 mit. Das letzte Länderspiel im Trikot von Estland machte Karm im Qualifikationsspiel für die Weltmeisterschaft 1934 gegen Schweden, welches mit 6:2 verloren wurde.
Für Estland kam Friedrich Karm zwischen 1930 und 1933 auf insgesamt 13 Einsätze, bei denen er 9 Tore erzielte.
Mit der sowjetischen Besetzung Estlands wurde Karm 1941 in die Rote Armee eingezogen. Er überlebte den Zweiten Weltkrieg. Nach Kriegsende war er in Estland als Sporttrainer und Fußball- bzw. Eishockeyschiedsrichter tätig.

## Erfolge
- Torschützenkönig:  1929, 1931
- Estnischer Meister: 1927, 1929, 1931, 1932, 1933